# Karabin maszynowy Typ 3
Karabin maszynowy Typ 3 (Taishō 3-Shiki) (jap. 三年式重機関銃 san-nen-shiki jū-kikanjū) – japoński ciężki karabin maszynowy wprowadzony do uzbrojenia w 1914 roku (3 rok okresu Taishō).
W czasie wojny japońsko-rosyjskiej po raz pierwszy starły się nowoczesne armie wyposażone w karabiny maszynowe. Japończycy używali zakupionych we Francji ciężkich karabinów maszynowych Hotchkiss 1900. Doświadczenia wojenne wykazały, że pomimo pewnych wad (zacięcia, przegrzewanie się lufy) jest to broń łatwa w obsłudze, niewymagająca w odróżnieniu od Maxima profesjonalnej obsługi.
W wyniku tych doświadczeń, Japończycy postanowili uruchomić produkcję cekaemu Hotchkiss. Po zakupieniu licencji karabin maszynowy dostosowano do zasilania japońską amunicją 6,5 × 50 mm SR. Zwiększono liczbę żeber na lufie (przyspieszały chłodzenie). Wprowadzono także drobne modyfikacje wyrzutnika. Produkcję nowej broni rozpoczęto w 1914 roku. W następnych latach Typ 3 był jedynym typem ciężkiego karabinu maszynowego japońskiej armii.
Produkcję karabinu Typ 3 zakończono w 1932 roku, ale używany był do końca II wojny światowej.

## Opis techniczny
Ciężki karabin maszynowy Typ 3 był zespołową bronią samoczynną. Zasada działania oparta na odprowadzaniu gazów prochowych przez boczny otwór w lufie. Ryglowanie ryglem wahliwym. Mechanizm spustowy umożliwiał tylko ogień ciągły. Zasilanie taśmowe (taśma sztywna, 30-nabojowa). Lufa niewymienna, chłodzona powietrzem, z żebrami przyspieszającymi chłodzenie. Podstawa trójnożna (umożliwiała prowadzenie ognia przeciwlotniczego).